# براون (کالیفرنیا)
براون (به انگلیسی: Brown) یک منطقهٔ مسکونی در ایالات متحده آمریکا است که در شهرستان کرن، کالیفرنیا واقع شده‌است. براون ۷۲۹ متر بالاتر از سطح دریا واقع شده‌است.